# Armikrog
Armikrog é um jogo de aventura em stop-motion no estilo "aponte e clique", que foi desenvolvido por Doug TenNapel em parceria com Pencil Test Studios e Versus Evil. O jogo foi lançado para Microsoft Windows, Linux, Mac OS X, Wii U, PlayStation 4 e Xbox One. É considerado um sucessor espiritual do The Neverhood, e foi desenvolvido por vários membros da equipe original. Assim como The Neverhood, Armikrog utiliza animação em massinha (claymation).

## Personagens
- Tommynaut: O protagonista principal. Ele é um explorador espacial que caiu em um planeta estranho e acaba preso em uma fortaleza estranha chamada de Armikrog. Ele é dublado por Michael J. Nelson.
- Beak-Beak: Mascote de Tommynaut, ele é uma espécie de um cão falante alienígena que também acaba preso junto com o seu companheiro. Ele é dublado por Rob Paulsen.

## Desenvolvimento
Mike Dietz e Ed Schofield, fundadores da empresa Pencil Test Studios, se reuniram com Doug TenNapel. Eles já trabalharam em desenvolvimentos de jogos como Earthworm Jim e The Neverhood, eles divulgaram uma campanha de doações para o progresso do jogo no site Kickstarter.  A meta da companha de doação era de US$900.000 dólares, e outra meta sugerida de US$950.000 dólares para lançar a versão para o Wii U, como não era de se esperar, a campanha ultrapassou a meta dos US$900.000 dólares, quando terminou em 27 de junho de 2013, foram arrecadados os US$974.578 dólares.

O jogo também tem um elenco de voz formado por Michael J. Nelson como Tommynaut e Rob Paulsen como Beak-Beak. Jon Heder, Veronica Belmont e Scott Kurtz também fazem parte do elenco de voz, mas as suas funções ainda são desconhecidas.

## Trilha sonora
A trilha sonora do jogo foi composta por Terry Scott Taylor, que compôs a música para a trilha sonora do jogo The Neverhood.

## Lançamento
Oficialmente, o jogo foi lançado em 30 de setembro de 2015 para Mac OS X, Microsoft Windows e Linux, posteriormente em 23 de agosto de 2016 para Wii U, PlayStation 4 e Xbox One.